# Parmastega aelidae
Parmastega aelidae — вид базальних тетраподів, що існував у пізньому девоні (ранній фамен, 372 млн років тому).

## Скам'янілості
Викопні рештки тварини знайдено у вапнякових відкладеннях Сосногорської формації на березі річки Іжма в Республіці Комі в Росії.

## Назва
Назва роду Parmastega походить від двох слів: «парма» мовою комі — горбиста місцевість, що поросла хвойним лісом, а грец. στέγος означає «дах» (мається на увазі черепний дах). Видова назва aelidae дано на честь Еліди Попової із Сиктивкарського державного університету, яка прищепила Павлу Безносову, голові міжнародної групи палеонтологів, які досліджували пармастегу, інтерес до природничих наук у дошкільному віці.

## Опис
Це була водна тварина, яка дихала зябрами. Тіло завдовжки понад 1 метр. Він мав очі, що розміщувалися спереду та зверху черепа. Череп схожий на череп крокодила. Ймовірно, Parmastega, як і сучасні крокодили, плавав на мілині трохи нижче рівня води, залишаючи над водою лише очі.
Ніздрі невеликі і розташовані спереду основи верхньої щелепи; вони дозволяли воді доходити до зябер, щоб тварина дихала. У пізніших розвиненіших формах тетрапод ніздрі розміщуються набагато вище і були більшими, щоб мати можливість повноцінно дихати повітрям.. Parmastega, в цей час, міг також дихати повітрям безпосередньо через дихальний отвір, що знаходився за його орбітами.
Його тонка і пружна нижня щелепа з зубами у формі голки контрастувала з верхньою щелепою, яка має міцні та великі гачкоподібні зуби.